# 武田家旧温会
武田家旧温会（たけだけきゅうおんかい）は 、1971年（昭和46年）山梨県甲府市武田神社において発足した懇親団体で、武田家（高家武田家、米沢武田家）や武田家臣末裔者、崇敬者、研究者で組織している。
武田家に関係のある事跡などを研究し、先祖の遣徳を偲び、会員相互の親睦を図り、合わせて地域郷土史の研究と文化発展に貢献することを目的とする。
主に、定期総会（4月）、信玄公祭り（4月）、長篠合戦戦没者慰霊祭参列（7月）、秋季研修旅行など定期的に活動をしている。